# Estabulació
L'estabulació és el sistema d'explotació del bestiar consistent en la seva cria i manteniment en estables.
Actualment es practiquen tres sistemes d'estabulació del bestiar:
- l'estabulació total o permanent,
- l'estabulació semipermanent o semiestabulació,
- l'estabulació lliure.[2]

Els tres sistemes tenen avantatges i s'utilitza un sistema o un altre depenent de diversos factors com les possibilitats de l'entorn, l'objectiu productiu, el tipus de bestiar, el rendiment de la mà d'obra, l'optimització de les instal·lacions, entre d'altres.

## Estabulació permanent
Els animals disposen durant tot l'any de farratge verd. L'aliment els és subministrat en les menjadores i no surten mai a pasturar.
Entre els avantatges d'aquest sistema es poden citar:
- la facilitat en el control dels ramats,
- a partir de parts programats la possibilitat d'elaboració i producció durant tot l'any,
- l'augment de la producció,
- els beneficis en la producció,
- estalvi de mà d'obra.

L'estabulació permanent ha de comptar amb recursos necessaris que comportin un benefici real sobre els costos d'instal·lacions i maquinària.

## Semiestabulació
Suposa una combinació de l'aprofitament dels recursos naturals de les pastures amb el suport alimentari al corral i una atenció concreta en les fases productives.
La semiestabulació, en aprofitar les pastures del medi natural, garanteix una millor qualitat i gust en els productes resultants.
Alhora, en aplicar-se tècniques, com el munyiment mecànic, propi dels règims d'estabulació permanent, s'aconsegueix una bona intensificació productiva.

## Estabulació lliure
És un sistema tradicional millorat en el qual, encara que segueixi sent molt dependent del pasturatge, el bestiar s'estabula a la nit i fins i tot durant el període de lactància. Això permet:
- un estalvi de temps en la cura i neteja de les places dels animals,
- una millora de l'estat sanitari dels animals i augmenta el seu benestar,
- que el munyiment higiènic resulti més fàcil.

En les explotacions de bestiar oví, per exemple, es tendeix, per a la seva supervivència en el mercat i competitivitat, a l'estabulació permanent.
L'escassetat i alt cost de la mà d'obra i la necessitat d'incrementar la productivitat, inclinen la balança cap a opcions de visió empresarial de les explotacions.
Els moderns plantejaments en la millora de les explotacions ovines, tendeixen doncs, precisament, a la racionalització i control de tots els processos d'explotació. Utilització de recursos informàtics, mecanització de la composició i repartiment de l'aliment, màxima seguretat sanitària, control de la reproducció per tal d'incrementar la productivitat, millora de la mà d'obra i normalització de les condicions laborals dels treballadors de l'explotació, mantenint, per descomptat, la rendibilitat de tot el sistema.